# Jim Rohn
Pour les articles homonymes, voir Rohn.
 (septembre 2015).
- Si vous ne connaissez pas le sujet, laissez ce bandeau (vous pouvez alors contacter les auteurs).
- Si vous supprimez le contenu mis en cause (vous pouvez préalablement contacter les auteurs),

argumentez précisément cette suppression dans la page de discussion
(un manque de référence n'est pas un argument ; une recherche réelle de référence doit avoir été effectuée, être formellement documentée).
Jim Rohn, né le 17 septembre 1930 à Yakima (Washington) et mort le 5 décembre 2009 en Californie, est un entrepreneur américain, écrivain et coach en développement personnel et en motivation dans le monde des affaires.

## Biographie
Jim Rohn a commencé sa carrière professionnelle comme magasinier pour la chaîne de magasins Sears. Après avoir assisté à une conférence donnée par l'entrepreneur John Earl Shoaff, il décide de rejoindre son entreprise de vente directe AbundaVita en 1955 comme revendeur.
En 1957 il quitte AbundaVita pour rejoindre Nutri-Bio qui procède aussi à la vente directe. C'est à cette époque qu'il commence à suivre les conseils de ses mentors et crée une des plus larges organisations dans l'entreprise. Lorsque Nutri-Bio s'implante au Canada en 1960, il est désigné vice-Président de l'organisation.
Après une participation remarquée en tant qu'orateur à une manifestation du Rotary Club, il est fréquemment invité à prendre la parole lors de divers événements. Son premier séminaire public a lieu en 1963 à l'Hôtel Beverly Hills. Il poursuit d'autres séminaires à travers le pays où il partage son expérience et enseigne sa philosophie sur le développement personnel.
Dans les années 1970 Rohn dirige des séminaires pour la Standard Oil. À cette même époque il participe à un business sur le développement personnel appelé "Adventures in Achievement", composé des séminaires et d'ateliers de développement personnel. Il prodigue ainsi ses conseils dans le monde entier pendant plus de 40 ans.
Il devient le mentor de Mark R. Hughes (le fondateur de Herbalife International) et du coach Tony Robbins à la fin des années 1970.
Il fut récompensé du "Council of Peers Award for Excellence Speaker" en 1985, décernée par la National Speakers Association (en) qui récompense les plus grands conférenciers. Il est l'auteur de 17 œuvres sur différents médias.
Jim Rohn s'éteint le 5 décembre 2009 en Californie, d'une fibrose pulmonaire.

## Œuvre
- Les cinq pièces majeures du puzzle de la vie (Five Major Pieces of the Life Puzzle) publié en 1991.